# Theme Time Radio Hour
Theme Time Radio Hour (TTRH) é um programa de rádio do canal XM Satellite Radio. O programa é transmitido para todo o mundo via satélite. O apresentador é o Bob Dylan. O primeiro programa da série foi ao ar em 3 de Maio de 2006. É um grande sucesso de audiência.

## O formato
É escolhido um tema, e em cima desse tema são escolhidas algumas músicas. O próprio Bob Dylan, escolhe e comenta as músicas.

## Músicas do primeiro programa
Tema: Clima
- Blow Wind Blow - Muddy Waters
- You Are My Sunshine - Jimmie Davis
- California Sun - Joe Jones
- I Don't Care if the Sun Don't Shine - Dean Martin
- Just Walking in the Rain - The Prisonaires
- After the Clouds Roll Away - The Consolers
- The Wind Cries Mary - Jimi Hendrix
- Come Rain or Come Shine - Judy Garland
- It's Raining - Irma Thomas
- Didn't It Rain - Sister Rosetta Tharpe
- Raining in my Heart - Slim Harpo
- Jamaica Hurricane - Lord Beginner
- Let the four Winds Blow - Fats Domino
- Stormy Weather - The Spaniels
- A Place in the Sun - Stevie Wonder
- Summer Wind - Frank Sinatra
- Uncloudy Day - The Staple Singers
- Keep on the Sunny Side - The Carter Family